# Ethan Kulsen
Ethan Kulsen, né le 1er septembre 2005, est un coureur cycliste sud-africain. Il participe à des compétitions sur route et sur piste.

## Biographie
Ethan Kulsen est le fils de l'ancien coureur cycliste Elrick Kulsen, devenu entraîneur pour l'équipe nationale d'Afrique du Sud,. Sur les vélodromes, il se distingue dans les catégories de jeunes en accumulant les médailles aux championnats nationaux sur piste. Il remporte également le titre dans le critérium en 2023. Cette même année, il est sacré champion d'Afrique junior du scratch et de la poursuite par équipes. Il est aussi nommé pour être le porte-drapeau de l'Afrique du Sud aux Jeux du Commonwealth de la jeunesse. 
Lors de la saison 2024, il devient champion d'Afrique du Sud de poursuite par équipes, aux côtés de Daniyal Matthews, Wynand Hofmeyr et Carl Bonthuys. Sur route, il évolue durant quelques mois au sein de la réserve de la formation Bike Aid. En 2025, il est sacré champion national du kilomètre et de vitesse par équipes. Il obtient par ailleurs trois médailles aux championnats d'Afrique sur piste. 

## Palmarès sur piste

### Championnats d'Afrique
- Le Caire 2023
  -  Médaillé d'or du scratch juniors
  -  Médaillé d'or de la poursuite par équipes juniors
  -  Médaillé d'argent de la course aux points juniors
- Le Caire 2025
  -  Médaillé d'argent du kilomètre
  -  Médaillé de bronze de la vitesse par équipes
  -  Médaillé de bronze de l'élimination

### Championnats nationaux
- 2022
  -  Champion d'Afrique du Sud du kilomètre juniors[5]
  -  Champion d'Afrique du Sud de course aux points juniors[5]
  -  Champion d'Afrique du Sud de l'élimination juniors[5]
  -  Champion d'Afrique du Sud de keirin juniors[5]
- 2023
  -  Champion d'Afrique du Sud du scratch juniors[6]
- 2024
  -  Champion d'Afrique du Sud de poursuite par équipes (avec Daniyal Matthews, Wynand Hofmeyr et Carl Bonthuys)
  - 2e du championnat d'Afrique du Sud du kilomètre
- 2025
  -  Champion d'Afrique du Sud du kilomètre[7]
  -  Champion d'Afrique du Sud de vitesse par équipes (avec Joshua Wentzel et Mitchell Sparrow)[7]
  - 2e du championnat d'Afrique du Sud de l'élimination[7]

## Palmarès sur route
- 2023
  -  Champion d'Afrique du Sud du critérium juniors